# Államok vezetőinek listája 961-ben
Ezen az oldalon a 961-ben fennálló államok vezetőinek névsora olvasható földrészek, majd országok szerinti bontásban.

## Európa
- Angol Királyság – I. Békés Edgar, király (959–975)
- Areláti Királyság – Békés Konrád király (937–993)
- Bizánci Birodalom – II. Rómanosz császár (959–963)
- Bretagne – I. Hoël uralkodó (960–981)
- Bulgária – I. Szent Péter cár (927–969)
- Dánia – I. Kékfogú Harald, király (958–986)
- Gascogne-i Hercegség (Nyugat-Frankföld vazallusa) – 
V. Sancho, Gascogne hercege (950/955–kb. 961)
II. Vilmos, Gascogne hercege (kb. 961–996)
- Hispania –
  - Barcelonai Grófság – II. Borrel gróf (947–993), I. Miro gróf (947–966), társuralkodók
  - Kasztíliai Grófság – Fernán gróf (931–970)
  - Córdobai Kalifátus – 
III. Abd ar-Rahmán kalifa (929–961)
II. al-Hakam kalifa (961–976)
  - Leóni Királyság – I. Kövér Sancho leóni király (959–966)
    - Első portugál grófság – Gonçalo gróf (950–999)

  - Pamplonai Királyság – III. García király (925–970)
  - Pallars grófság – II. Rajmund gróf (948–992) és I. Borrell gróf (948–995) társuralkodók
  - Ribagorça grófság – II. Rajmund gróf (950/955–970)
- Horvát Királyság – II. Krešimir Mihály király (949–969)
- Írország – Domnall ua Néill ír főkirály (956–980)
  - Ailech – Domnall ua Néill, Ailech királya (943–980)
  - Connacht – Fergal Ua Ruairc, Connacht királya (956–967)
  - Uí Maine – Geibennach mac Aedha, Uí Maine királya (960–973)
  - Leinster – Cellach mac Faelan, Leinster királya (958–966)
  - Meath – Donnchad Finn mac Aeda, Meath királya (960–974)
  - Munster – 
Fer Gráid mac Clérig, Munster királya (959–961)
Donnchad mac Cellacháin, Munster királya (961–963)
- Itáliai Királyság –
  1. II. Berengár király (950–962) – társkirály
  2. Adalbert király (951–962) – társkirály
  3. I. Ottó király (951–962)

  - Amalfi Köztársaság –I. Sergius herceg (958–966)
  - Beneventói Hercegség – 
    1. II. Landulf herceg (943–961) társuralkodó
    2. I. Vasfejű Pandulf herceg (943–981) társuralkodó

  - Capuai Hercegség – 
    1. IV. Landulf herceg (943–961)
    2. I. Vasfejű Pandulf herceg (961–981)

  - Gaetai Hercegség – II. János herceg (954–963)
  - Nápolyi Hercegség – III. János herceg (928–968)
  - Salernói Hercegség – I. Gisulf herceg (946–977)
  - Spoletói Hercegség – III. Transamund herceg (959–967)
  - Szicíliai Emírség – Ahmad ibn Ḥaszan emír (954–969)
  - Toszkána – 
    1. Humbert őrgróf (936–961)
    2. Nagy Hugó őrgróf (961–1001)

  - Velencei Köztársaság – IV. Pietro Candiano dózse (959–976)
- Kaukázus –
  - Ibériai Királyság – II. Bagrat herceg (958–996)
  - Kaheti Hercegség – II. Kvirike, herceg (929–976)
  - Örményország – III. Irgalmas Asot király (952–977)
  - Klardzseti – II. Szmbat, herceg (943–988)
- Kazár Birodalom – József kazár kagán (940–965)
- Kijevi Rusz –
I. Szvjatoszláv fejedelem (945–972)
Szent Olga fejedelemasszony (945–962) tényleges uralkodó, régens
  - Polocki Fejedelemség – Rogvolod polocki herceg (kb. 945–978)
- Krétai Emírség – Abd al-Azíz bin Suájb emír (949–961)
- 'A Bizánci Császárság visszahódítja Krétát.'
- Lengyelország – I. Mieszko, fejedelem (960 k.–992)
- Magyar Fejedelemség – Taksony nagyfejedelem (955–972)
- Német-római Birodalom – I. Nagy Ottó császár (936–973)
  - Ausztria – Burkhard őrgróf (960–976)
  - Bajorország – II. Civakodó Henrik herceg (955–976)
  - Csehország – I. Kegyetlen Boleszláv cseh fejedelem (935–967)
  - Karinthia – II. Civakodó Henrik (955–976)
  - Kölni Választófejedelemség – I. Szent Brúnó érsek (953–965)
  - Lotaringia – Bruno herceg (953–965)
    - Alsó-Lotaringia – I. Godfrey herceg (959–964)
    - Felső-Lotaringia – I. Frigyes herceg (959–979)
    - Fríziai grófság – II. Dirk holland gróf (kb. 939–988)
    - Hainaut-i grófság – Godfrey gróf (958–964)

  - Mainzi Választófejedelemség – Vilmos érsek (954–968)
  - Svábföld – II. Burchard herceg (954–973)
  - Szászország – I. Nagy Ottó császár (936–973)
    - Billung őrgrófság – Hermann Billung szász őrgróf (936–973)
    - Szász keleti őrgrófság – I. Gero szász őrgróf (937–965)

  - Trieri Választófejedelemség – I. Henrik érsek (956–964)
- Norvégia – 
  1. I. Jóságos Haakon király (934–961)
  2. II. Szürkeköpenyes Harald király (961–976)
- Nyugat-Frankföld – Lothár király (954–986)
  - Angoulême-i grófság – III. Vilmos Talleyrand gróf (952/964–973/975)
  - Anjou grófság – I. Szürkekabátos Gottfried gróf (960–987)
  - Aquitania – III. Szőke Vilmos, Aquitania hercege (935–963)
  - Blois-i Grófság – I. Csaló Theobald gróf (kb. 944–975)
  - Breton Hercegség – II. Jó Fulkó gróf (958–960)
  - Burgundi Hercegség – Ottó herceg (956–965)
  - Cambrai-i Grófság – I. Arnulf gróf (948–967)
  - Champagne – II. Róbert gróf (956–967)
  - Flamand grófság – I. Nagy Arnulf gróf (918–965)
  - Maine-i grófság – II. Hugó gróf (950–992)
  - Namuri Őrgrófság – I. Róbert namuri gróf (946–974)
  - Neustriai Őrgrófság – Capet Hugó neustriai őrgróf (956–987)
  - Normandia – I. Richárd herceg (942–996)
  - Párizsi grófság – Capet Hugó párizsi gróf (956–996)
  - Provence – I. Rotbald provence-i gróf (961–970)
  - Toulouse-i grófság – 
    1. III. Rajmund toulouse-i gróf (942–961)
    2. Hugó toulouse-i gróf (961–972)

  - Vermandois-i grófság – I. Albert gróf (943–987)
- Pápai állam – XII. János pápa (955–964)
- Skót Királyság – Támadó Indulf skót király (954–962)
- Svédország – II. Emund király (950–970)
- Wales –
  - Deheubarth – Owain ap Hywel herceg (950–986)
  - Gwynedd – Ieuaf ab Idwal király (950–986)
  - Powys – Owain ap Hywel herceg (950–986)

## Afrika
- Egyiptom – 
  1. Únúdzsúr ibn al-Ihsíd ihsídida uralkodó (946–961)
  2. Ali ibn al-Ihsíd ihsídida uralkodó (961–966)
- Etiópia – Jan Szejum etióp császár (A négusok négusa) (959–999)
- Ifríkija – Mádd al-Muizli-Din Allah fátimida imám–kalifa (953–975)
- Marokkó (Tanger és a Ríf környéke) – II. al-Haszan idríszida emír (954/5–974), a Córdobai Kalifátus alárendeltségében

## Ázsia
- Abbászida Kalifátus –
  - a hatalom tényleges birtokosa: Muizz ad-Daula buvajhida főemír (945–967)
  - al-Mutí (946–974)
  - Az Abbászidák fennhatóságát névleg elismerő államok
    - Aleppói Emírség – Szajf ad-Daula hamdánida emír (946–967)
    - Dzsibáli Emírség – Rukn ad-Daula buvajhida emír (943–976)
    - Fárszi Emírség – Adud ad-Daula buvajhida emír (949–983)
    - Gorgán és Tabarisztán – Vusmgír ibn Zijár zijárida emír (935–967)
    - Horászán és Transzoxánia – 
      1. I. Abd al-Malik számánida emír (954–961)
      2. I. al-Manszúr számánida emír (961–976)

    - Kermáni Emírség – Muhammad ibn Iljász iljászida emír (932–967)
    - Moszuli Emírség – Nászir ad-Daula hamdánida emír (935–967)
- Bahrein (a Perzsa-öböl partvidéke) – Abu Táhir Ahmad al-Dzsannábi karmati vezető (944–970)
- Bizánci Birodalom – II. Rómanosz császár (959–963)
- India –
  - Kamarúpa – Indrapála király (960–990)
  - Csola – Szundara király (957–973)
  - Mánjakhéta – III. Krisna rástrakuta király (939–967)
  - Pála Birodalom – II. Vigraha Pála király (952–972)
- Japán – Murakami császár (946–967)
- Jemen – al-Manszúr Jahja rasszida imám (934–976)
- Khmer Birodalom – Radzsendravarman, Angkor királya (császára) (944–968)
- Kína (Az öt dinasztia és a tíz királyság kora)
  - Szung (Song)-dinasztia – II. Taj Cu, Szung (Song) császár (960–976)
  - Tingnan (Dingnan) – Li Ji-hszing (Li Yixing), Tingnan (Dingnan) katonai kormányzója (csietusi (jiedushi)) (935–967)
  - Csingnan (Jingnan) (Nanping) – Kao Pao-hszü (Gao Baoxu), Nanping királya (960–962)
  - Kései Su (Shu) – Meng Csang (Meng Chang), Su (Shu) császár (934–965)
  - Csüancsang (Quánzhāng) – Liu Cung-hszia (Liú Cóng Xià), Csüancsang (Quánzhāng) katonai kormányzója (csietusi (jiedushi)) (945–962)
  - Északi Han Dinasztia – Liu Cseng-csün (Liú Chēng Jūn), császár (954–968)
  - Déli Han-dinasztia – Liu Csang (Liu Shang), császár (958–971)
  - Déli Tang-dinasztia – 
    1. Li Csing (Lishing), császár (943–961)
    2. Li Jü (LiYu), császár (961–976)

  - Vujüe (Wuyue) – Csien Csu (Qian Chu), Vujüe (Wuyue) királya (947–978)
  - Vuping (Wǔpíng) – Csou Hszing-feng (Zhou Xing Feng), Vuping (Wǔpíng) katonai kormányzója (csietusi (jiedushi)) (956–962)
- Kitán Birodalom (Lia-dinasztia) – Mu-cung (Muzong) császár (951–969)
- Korea (Korjo-dinasztia) – Kvangdzsong király (949–975)
- Mataram Királyság – Szri Isztana Tunggavidzsaja (947–985)